# Panorama of the Exposition, No. 2
Pour plus de détails, voir Fiche technique et Distribution.
Panorama of the Exposition, No. 2 est un film muet américain et en noir et blanc sorti en 1901.

## Fiche technique
- Producteur : Siegmund Lubin